# Boo Boo and the Man
Boo Boo and the Man é uma curta-metragem estadunidense de 2000, cujo personagem principal é o Catatau amigo do Zé Colméia. Produzida pela Spümcø, usando o Adobe Flash.

## Produção

### Elenco
- Catatau: John Kricfalusi
- Sam: Keith Rainville
- Guarda Smith: Corey Burton
- Zé Colméia: Stephen Worth
- Manny: Mike Fontanelli
- Sock Bear: Paul Trauth
- Angie: Derrick Wyatt
- Pointy-Nosed Bear: Gabe Swarr

### Informação geral
- Direção: John Kricfalusi
- Roteiro: John Kricfalusi e Robyn Byrd
- Produção executiva: John Kricfalusi e Kevin Kolde
- Música: Stephen Worth

### Animação
- John Kricfalusi
- José Pou
- Paul Trauth
- Wil Branca
- Gabe Swarr
- Matt Danner
- Paul Trauth
- Gabe Swarr
- Wil Branca
- Robyn Byrd